# Guido Laczko
Guido Laczko (* 17. September 1966; † 26. September 2010) war ein Schweizer Eishockeyspieler, der zuletzt beim HC Thurgau in der Nationalliga B unter Vertrag stand.

## Karriere
Laczko begann seine Profi-Karriere 1985 beim EHC Chur in der Nationalliga B (NLB), der zweithöchsten Spielklasse in der Schweiz. 1986 wechselte der Stürmer für zwei Saisons in die Nationalliga A zum SC Bern, bevor er erneut zum EHC Chur zurückkehrte und in der Saison 1988/89 in 32 Spielen 23 Tore erzielte. 1989 wurde Guido Laczko vom EV Zug unter Vertrag genommen und konnte somit wieder in der höchsten Spielklasse auflaufen. 1991 schliesslich folgte dann der Wechsel zum Traditionsverein HC Davos und ein Jahr später zum HC La Chaux-de-Fonds in die NLB. Ab der Saison 1994/95 spielte Laczko dann für den HC Thurgau, bevor er 1997 seine Karriere als Eishockeyspieler beendete.

## Krankheit
Nach seiner aktiven Karriere wurde bei Guido Laczko die unheilbare Nervenkrankheit Amyotrophe Lateralsklerose (ALS) diagnostiziert. Am 26. September 2010 starb Laczko im Alter von nur 44 Jahren an den Folgen dieser Erkrankung.